# حقوق الإنسان في الفضاء الإلكتروني
تعد حقوق الإنسان في الفضاء الإلكتروني مجالًا قانونيًا جديدًا ومجهولًا نسبيًا. ذكر مجلس حقوق الإنسان التابع للأمم المتحدة ( UNHRC ) أن حريات التعبير والمعلومات بموجب المادة 19 ( 2 ) من العهد الدولي الخاص بالحقوق المدنية والسياسية ( ICCPR ) تشمل حرية تلقي المعلومات والأفكار والآراء ونقلها عبر شبكة الإنترنت. 

ومن البنود المهمة المادة 19(3) من العهد الدولي الخاص بالحقوق المدنية والسياسية التي تنص على ما يلي:
تستتبع ممارسة الحق المنصوص عليه في الفقرة الثانية من هذه المادة واجبات ومسؤوليات خاصة. ولذلك يجوز إخضاعها لقيود معينة، على ألا تكون هذه القيود إلا تلك التي ينص عليها القانون وتكون ضرورية:
(أ) احترام حقوق الآخرين أو سمعتهم;
( ب ) حماية الأمن القومي أو النظام العام أو الصحة و الآداب العامة . 
وقد ذكرت اللجنة المعنية بحقوق الإنسان أن "الحقوق نفسها التي يتمتع بها الأشخاص خارج الإنترنت يجب أن تكون محمية أيضًا على الإنترنت" (مشيرة على وجه الخصوص إلى حرية التعبير).  ومن المعتقد على نطاق واسع أن حرية المعلومات يجب أن تكون متوازنة مع الحقوق الأخرى. ويُطرح سؤال عما إذا كانت توقعات الناس لحقوق الإنسان مختلفة في الفضاء الإلكتروني. 

## الخصوصية العامة
تشمل الخصوصية العامة حرية المعلومات والتعبير على الإنترنت من جهة، والأمن والخصوصية في الفضاء الإلكتروني من جهة أخرى.  :3في سياق الفضاء الإلكتروني، تعني الخصوصية استخدام الإنترنت كأداة خدمية لأغراض خاصة دون الخوف من وصول أطراف ثالثة إلى بيانات المستخدم واستخدامها بطرق مختلفة دون موافة.  :3
يشمل الحق في الحرية الحق في التعبير ، وهو منصوص عليه في العديد من المعاهدات الدولية.  :3يشمل الحق في حرية تلقي ونقل المعلومات والأفكار واعتناق الآراء دون تدخل من الدولة. كما يشمل الحق في التعبير عن النفس بأي وسيلة بما في ذلك تبادل الأفكار والآراء عبر منصات الإنترنت أو شبكات التواصل الاجتماعي. وتعني الحرية الحق في التعبير السياسي خاصةً عندما يثير مسائل ذات أهمية عامة.  :3
تعمل معظم الدول الديمقراطية على تعزيز تركيب الإنترنت لأغراض اقتصادية واتصالاتية؛ لذلك فإن التعبير السياسي يحظى ببعض الحماية على الإنترنت. وتتحرك بعض الحكومات بنشاط لحماية بيانات المواطنين على الإنترنت. ومع ذلك، يمكن أن تؤدي هذه الاتفاقيات الحكومية الدولية إلى إساءة استخدام البيانات الخاصة، وهو ما يمكن أن يؤثر بدوره على العديد من الحريات الأساسية الأخرى وحقوق الإنسان الأساسية.  :4إن التحدي الذي يواجه الحكومات هو الموازنة بين المصالح الخاصة والقواعد المناهضة لحقوق الخصوصية والحرية للجميع.  :3

## الحوكمة في الفضاء الإلكتروني
تقول عالمة السياسة الألمانية أنجا ميهر إن الفضاء الإلكتروني يؤوي عددًا من الأفراد أكثر من أي دولة أخرى في العالم، ومع ذلك فإنه لا يوجد به أي حكومة أو هيئات تشريعية أو تطبيق قانون أو أي نوع آخر من الدستور. وبدون هذه الآليات تنشأ صعوبات في حماية حقوق المواطن والتمتع بها.  :1تهدف المنظمات الحكومية الدولية (IGO's)، مثل الأمم المتحدة (UN)، أو منظمة الدول الأمريكية ، أو الاتحاد الأفريقي ، أو الاتحاد الأوروبي إلى وضع معايير دولية لاستخدام الفضاء الإلكتروني وشبكة الإنترنت ليتم تنفيذها من قبل الحكومات الوطنية، ولكن عادة ما تفشل في القيام بذلك. وتكمن المشكلة في أن سلطات الدولة وآليات إنفاذها لا تتجاوز حدود الدولة.  :2
ولأن الفضاء الإلكتروني ليس له حدود، فإن طرق ووسائل تنظيمه غير محددة حتى الآن. ويؤدي ذلك إلى مشاكل حيث يجد الراغبون في ارتكاب الجرائم سهولة في عبور الحدود عبر شبكة الإنترنت، حيث أنه من غير الواضح أين تقع الولاية القضائية. إذا تم إنشاء نظام حاكم، فمن المرجح أن يتكون من العديد من أصحاب المصلحة والجهات الفاعلة بما في ذلك الجهات الفاعلة الوطنية والدولية والخاصة مثل ممثلي الشركات والشبكات الاجتماعية والمنظمات غير الحكومية وكذلك الأفراد.  :2

## مسؤولية مقدمي خدمات الإنترنت
يبرز سؤال عندما يكون هناك انتهاك لحقوق الإنسان الأساسية للفرد. هل ينبغي أن تقع المسؤولية على منشئ الحق المنتهك فقط، أم ينبغي أن يقع العبء أيضاً على مزود خدمة الإنترنت ؟ وهذه مسألة ذات أهمية خاصة عندما يتعلق الأمر بموازنة حرية التعبير ضد التشهير.  تشكل السرعة المتزايدة والجمهور غير المحدود للإنترنت خطرًا أكبر على الأفراد وسمعتهم. 
قد لا يكون لدى مقدمي الخدمات الخاصة الوسائل اللازمة لمراقبة المحتوى المنشور على مواقعهم الإلكترونية، وقد لا يكونون على علم بوجود بيان تشهيري على موقعهم. وقد تم توضيح ذلك في قضية شركة Cubby, Inc. ضد شركة CompuServe Inc.  حيث تبين أن مزود خدمة الإنترنت كان يعمل كمجرد موزع ولا يمكن أن يكون مسؤولاً عن المحتوى المنشور في منتدياته. ومع ذلك، في قضية شركة ستراتون أوكمونت ضد شركة بروديجي للخدمات  رأت المحكمة العليا في نيويورك أن بروديجي كان يعمل كناشر وله وظيفة تحريرية، وبالتالي تم اعتباره مسؤولاً.
تتسلط هذه القضايا الضوء على الغموض المحيط بالمسؤولية الملقاة على عاتق مزودي خدمات الإنترنت.  والسؤال الآخر هو ما إذا كان مقدمو خدمات الإنترنت سيأخذون على عاتقهم العمل "كحراس أخلاقيين"  للفضاء الإلكتروني. إذا بدأ مزودو خدمات الإنترنت برفض استضافة مواقع إنترنت معينة، فقد يؤدي ذلك بدوره إلى المساس بحقوق حرية التعبير. وبالمقارنة، فإن الغموض حول مسؤولية مزودي خدمات الإنترنت قد يعني أنهم قد يسمحون بالمحتوى دون النظر إلى آثاره الضارة المحتملة. 

## الأمن الإلكتروني
نظرًا لانتشار القرصنة والفيروسات وعمليات الاستغلال ثغرات دون الإنتظار، فإن شبكة الويب العالمية ( WWW ) هي مساحة تخزين غير آمنة لتخزين المعلومات الخاصة الحساسة.       الفضاء الإلكتروني هو أداة يمكن للأفراد من خلالها ممارسة حقوقهم في الحرية، ولكن لا يمكن للفضاء الإلكتروني أن يضمن حريتنا.  :11يوجد اليوم حوالي 2.5 مليار مستخدم للإنترنت. نحن نعيش في عالم يتمتع فيه كل فرد بسجل طويل من البيانات ، لذا فإن أمن الإنترنت يمثل أولوية قصوى.  :12
أكثر من أي وقت مضى أصبح لدى الناس اليوم فهم مشترك للخصوصية أو حرية التعبير وبالتالي يتشاركون أفكارًا حول كيفية حماية بياناتهم الخاصة وتأمينها.  :13ومع ذلك، وفقًا لمؤشر الحرية في الشبكة  الصادر عام 2013، فإن معظم دول العالم تفرض رقابة على حرية الإنترنت، بعضها أكثر من غيرها. وتقوم البلدان بذلك بطرق مختلفة. على سبيل المثال، استخدام شرطة الإنترنت . هناك العديد من طرق الفلترة والرقابة على ممارسة حقوق الحرية.
لقد استثمر الاتحاد الأوروبي في العديد من مشاريع التصفية مثل NETprotect I وII،   ICRAsafe   وبرنامج PRINCIP.  وقد ذُكر أن الرقابة الذاتية التي يفرضها مستخدمو الإنترنت على أنفسهم ربما تكون أخطر تهديد لحرية الإنترنت. فالمراقبة الجماعية والخوف من نشر الاتصالات الخاصة على الملأ يؤديان إلى الرقابة الذاتية. ويؤدي ذلك إلى توقف الأفراد عن استخدام محركات البحث أو الشبكات الاجتماعية للتعبير عن معتقداتهم أو أفكارهم أو آرائهم الشخصية، لأن بعض الكلمات المفتاحية قد تثير مخاوف وكالات الأمن القومي، مما يؤدي إلى تحول الإنترنت إلى أداة سياسية للتلاعب.  :13

## السلوكيات التمييزية

### التنمر الإلكتروني
السلوكيات التمييزية التي تحدث "خارج الإنترنت" تحدث أيضًا "عبر الإنترنت". أحد هذه السلوكيات هو "التنمر الإلكتروني". يؤثر التنمر عبر الإنترنت على الأقل على واحد من كل عشرة طلاب في أستراليا. 
يمكن أن يؤثر التنمر الإلكتروني على مجموعة من حقوق الإنسان بما في ذلك:
1) الحق في التمتع بأعلى مستوى من الصحة البدنية والعقلية يمكن بلوغه.   
2) الحق في العمل وظروف العمل العادلة.  
3) الحق في حرية التعبير واعتناق الآراء دون تدخل أحد  
4) حق الطفل أو الشاب في الترفيه واللعب.  

### العنصرية الإلكترونية
يمكن أن تكون العنصرية الإلكترونية في شكل أفراد ينشرون تعليقات عنصرية أو يشاركون في صفحات جماعية أنشئت خصيصًا لغرض عنصري.  ومن الأمثلة التي حظيت بتغطية إعلامية جيدة على ذلك صفحة ميمات للسكان الأصليين على فيسبوك تتألف من صور مختلفة للسكان الأصليين مع تعليقات عنصرية. وذُكر أن فيسبوك صنف الصفحة على أنها "فكاهة مثيرة للجدل". 

### خطاب الكراهية
تنص المادة 20 من العهد الدولي الخاص بالحقوق المدنية والسياسية على أنه "تحظر بالقانون أية دعوة إلى الكراهية القومية أو العنصرية أو الدينية تشكل تحريضاً على التمييز أو العداوة أو العنف."  يهدف خطاب الكراهية إلى إثارة العنف أو الأفعال الضارة ضد مجموعة من الأشخاص على أساس العرق أو الجنسية أو التوجه الجنسي.  كما تم استخدام الفضاء الإلكتروني بهذه الطريقة كوسيلة للتدمير.
يصبح الخطر على حقوق الإنسان واضحًا عندما يتشكل الإرهابيون معًا للتخطيط وتحريض الناس على ارتكاب العنف من أجل تحقيق المصلحة العامة. وانتقل " تنظيم القاعدة " إلى الفضاء الإلكتروني، وهي "المنطقة غير الخاضعة للحكم في نهاية المطاف" حيث تم إنشاء مدارس لتعزيز التدريب الأيديولوجي والعسكري وأذرع الدعاية النشطة.  لقد أصبح من المواضيع ذات الأهمية المعلنة مراقبة هذه المواقف للتحضير للأجيال القادمة من الإرهابيين الإلتكرونيون. 

## مستقبل حقوق الإنسان في العصر الرقمي
ويعتمد مستقبل حقوق الإنسان في الفضاء الإلكتروني على تطور القانون وتفسيره من قبل الهيئات الحاكمة الوطنية والدولية.  يحذر جون بينج من أنه بمجرد أتمتة القواعد واللوائح، يصبح من الصعب للغاية إخضاعها للمراجعة القضائية.  يقول بينج إننا نواجه موقفًا حيث أن "التكنولوجيا تنفذ القانون". 
نظر روجر براونزورد في بعض القضايا المرتبطة بالتطورات في مجال التكنولوجيا الحيوية وحقوق الإنسان إلى الجانب التي تثيرها التقنيات الرقمية، واقترح ثلاثة مواقف أخلاقية بشأن هذه القضايا: موقف براغماتي نفعي، الدفاع عن حقوق الإنسان، و"تحالف الكرامة".  من بين المواقف الثلاثة، يدعي Brownsword أن الموقفين الأولين شائعان في المملكة المتحدة، مشيرًا إلى أنه يتم تطوير تقنيات تتعامل مع البشر كما لو أنهم يفتقرون إلى الاستقلالية والقدرة على الاختيار لأنفسهم. 
جرت مؤخراً مناقشات رسمية حول مستقبل الفضاء الإلكتروني. في أبريل 2008، عُقد مؤتمر القانون الافتراضي  في نيويورك. وضم المؤتمر مشاركين مثل مايكروسوفت وسوني وشركة والت ديزني . تضمن جدول الأعمال مناقشة إنفاذ الملكية الفكرية، والمسائل القانونية الناشئة عن العملة الافتراضية، والمسائل القانونية الناشئة عن الملكية الافتراضية، والمخاوف الأخلاقية للمحامين والمديرين التنفيذيين في العوالم الافتراضية، وكيفية التقاضي في الدعاوى القضائية الافتراضية. 
عُقدت جلسة الاستماع في الكونغرس الأمريكي حول العوالم الافتراضية بهدف التعليم واستكشاف آفاق العوالم الافتراضية.  تضمن جدول الأعمال تحليلاً للشواغل المتعلقة بحماية المستهلك، وحماية الملكية الفكرية، وحماية الطفل، من بين أمور أخرى. كانت جلسة الاستماع هذه واحدة من أولى جلسات التحقيق التشريعية في العوالم الافتراضية. ويبقى أن نرى ما إذا كان لأي من هذين التجمعين تأثير دائم على هذا المجال. 
في 22 مايو 2020، سلط مجلس الأمن التابع للأمم المتحدة ، في مناقشته حول الأمن الالكتروني ، الضوء على ضرورة الاعتراف بالهجمات الإلكترونية باعتبارها إحدى قضايا حقوق الإنسان .وأوضح مسار العمل أن خطوات مثل قطع الإنترنت من قبل الحكومة واختراق أجهزة المعارضين يمكن أن تؤدي إلى انتهاك خطير لحقوق الإنسان. وقد اعترفت بهذه الفكرة عشرات الدول على الأقل بما في ذلك إستونيا وبلجيكا وهولندا والإكوادور واليابان وسويسرا وغيرها. 

## أنظر أيضا
- الحقوق الرقمية